# Stephen Schumann
Stephen John Schumann (Salt Lake City, 14 marzo 2000) è un combinatista nordico statunitense.

## Biografia
Originario di Park City e attivo dal dicembre del 2015, Schumann ha esordito in Coppa del Mondo l'11 marzo 2017 a Oslo in un'individuale Gundersen (49º), ai Giochi olimpici invernali a Pechino 2022, dove si è classificato 25º nel trampolino normale, e ai Campionati mondiali a Planica 2023, dove si è piazzato 36º nel trampolino normale, 39º nel trampolino lungo e 8º nella gara a squadre; ai Mondiali di Trondheim 2025 è stato 31º nel trampolino normale, 33º nel trampolino lungo e 8º nella gara a squadre.

## Palmarès

### Coppa del Mondo
- Miglior piazzamento in classifica generale: 30º nel 2024